# BMW 801
BMW 801 byl letecký vzduchem chlazený dvouhvězdicový čtrnáctiválcový motor, vyráběný německou firmou BMW, používaný v řadě německých vojenských letadel během druhé světové války.
Původně měl nahradit stávající hvězdicové motory na transportních a jiných podobných letadlech. Ovšem na stávajících konstrukcích nakonec zůstávaly i nadále dosavadní typy motorů — např. dopravní letouny Junkers Ju 52/3m, Junkers Ju 90, Focke-Wulf Fw 200 či Dornier Do 17. Uplatnění ale nalezl kupříkladu u letounů Focke-Wulf Fw 190, Junkers Ju 88 a Ju 188, Dornier Do 217, či čtyřmotorového typu Junkers Ju 290.
V této době mezi evropskými konstruktéry panoval názor, že vidlicové motory jsou díky jejich menší čelní ploše a tím pádem nižšímu odporu vzduchu podmínkou pro vysoké výkony. Ale i přesto lze v Evropě v této době nalézt i několik sériově vyráběných stíhaček s hvězdicovým motorem, například nizozemský Fokker D.XXI, polské typy PZL P.11 a PZL P.24, rumunský IAR 80, ve Francii vyráběné stíhačky Marcel Bloch MB-152 a MB-155, nebo sovětské La-5.
Nicméně konstruktér Kurt Tank si tento motor vybral jako náhradu pro nový stíhací letoun na kterém pracoval, poté co zcela zklamal vzduchem chlazený hvězdicový motor BMW 139. Typ BMW 801 se tak stal mezi veřejností asi nejznámější jako pohonná jednotka stíhačky Focke-Wulf Fw 190.

## Použití
- Blohm & Voss BV 141
- Blohm & Voss BV 144
- Dornier Do 217
- Focke-Wulf Fw 190
- Focke-Wulf Fw 191
- Heinkel He 277 (pro roli Amerikabomber)
- Junkers Ju 88
- Junkers Ju 188
- Junkers Ju 288 (jako dočasné řešení místo zamýšlených motorů Jumo 222)
- Junkers Ju 388
- Junkers Ju 290
- Junkers Ju 390
- Messerschmitt Me 264 (za původní motory Jumo 211)

## Varianty
BMW 801 A, C, L (B)
1 560 PS (1 539 hp, 1 147 kW)
BMW 801 D-2, Q-2, G-2, (H-2)
1 700 PS (1 677 hp, 1 250 kW)
BMW 801 E, S
2 000 PS (1 973 hp, 1 471 kW)
BMW 801 F
2 400 PS (2 367 hp, 1 765 kW), vývoj skončil s koncem války

## Konstrukce a hlavní technické údaje

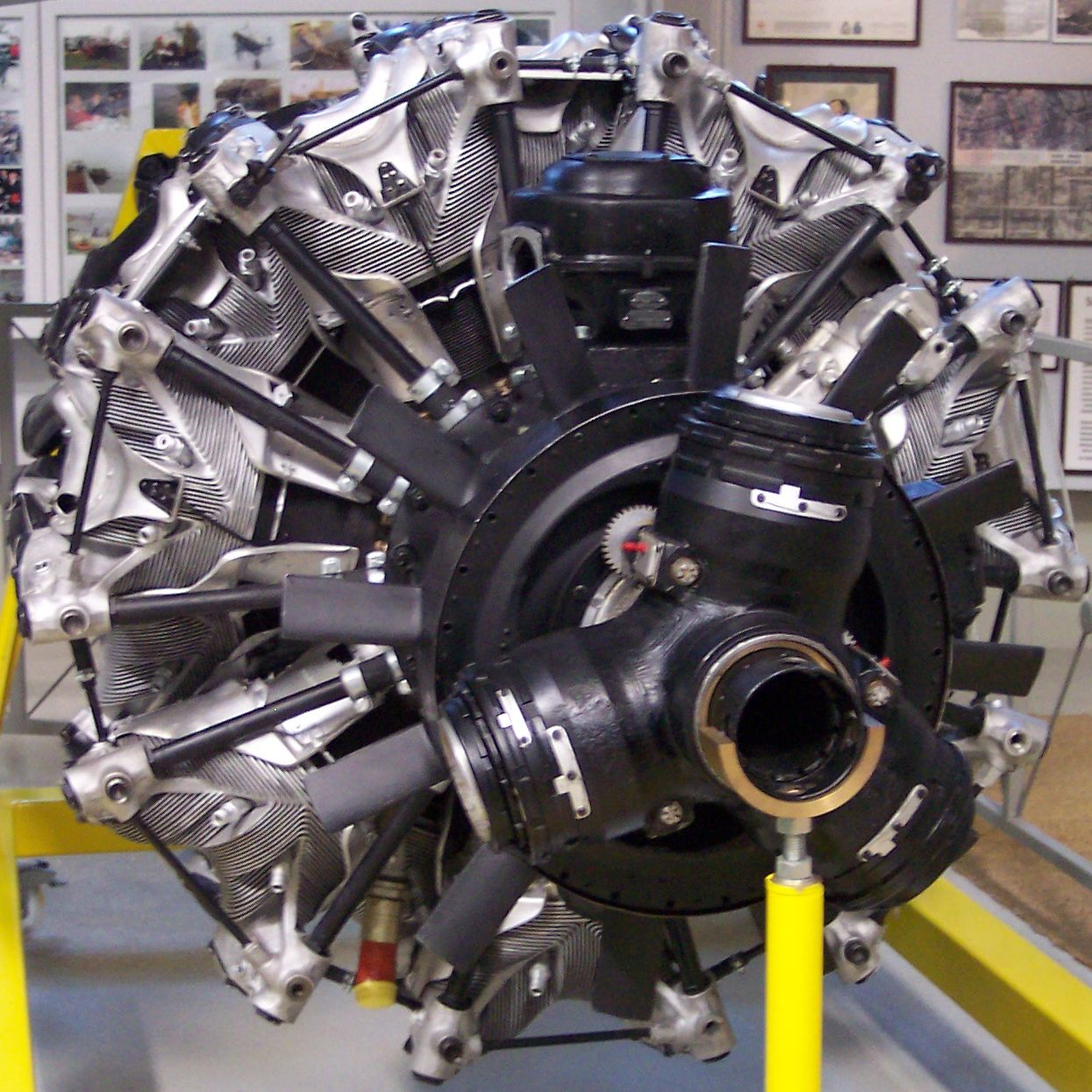
Motor BMW 801

Čtyřdobý zážehový vzduchem chlazený dvouhvězdicový přeplňovaný čtrnáctiválec (válce motoru byly ve dvou hvězdicích za sebou, tj. každá se sedmi válci) vybavený reduktorem s převodem 24÷13, se suchou klikovou skříní. Chlazení nucené (lopatkovým dmychadlem za vrtulí, pohon odvozen od klikového hřídele). Přeplňování motoru zajišťoval jednostupňový odstředivý kompresor poháněný dvourychlostním převodem od klikového hřídele. Rozvod byl dvouventilový, OHV.
BMW 801C
- Vrtání válce: 156 mm
- Zdvih pístu: 156 mm
- Zdvihový objem: 41,743 litru
- Geometrický kompresní poměr: 6,5
- Převod reduktoru: 1,846
- Průměr: 1290 mm
- Délka: 2006 mm
- Hmotnost suchého motoru: 1012 kg
- Vzletový výkon: 1600 koní (1176,8 kW) při 2700 ot/min
  - Střední efektivní tlak: 1,253 MPa
  - Střední pístová rychlost: 14,04 m.sec−1
  - Měrný výkon motoru (výkon vztažený k ploše pístů): 0,439 kW.cm²
- Bojový výkon (při 2400 ot/min):
  - ve výšce 700 m (1. převod kompresoru): 1460 k (1073,8 kW)
  - spotřeba paliva: 515-550 litrů
  - ve výšce 4400 m (2. převod kompresoru): 1310 k (963,5 kW)
  - spotřeba paliva: 580-630 litrů
- Měrná spotřeba paliva: 0,308 kg·kW−1·h−1
- Poměr hmotnost/výkon: 0,86 kW/kg
- Předepsané palivo: letecký benzín B4, o.č. 87

BMW 801D-2
(Uvedeny pouze odlišnosti proti motoru BMW 801C)
- Geometrický kompresní poměr: 7,2
- Vzletový výkon: 1730 k (1272,4 kW), 2700 ot/min
  - Střední efektivní tlak: 1,355 MPa
  - Měrný výkon motoru (výkon vztažený k ploše pístů): 0,475 kW.cm²
- Bojový výkon (při 2400 ot/min):
  - ve výšce 700 m (1. převod kompresoru): 1520 k (1118 kW)
  - ve výšce 5300 m (2. převod kompresoru): 1320 k (cca 970,86 kW)
- Předepsané palivo: letecký benzín C3